# Bertoua Airport
Bertoua Airport är en flygplats i Kamerun.   Den ligger i regionen Östra regionen, i den centrala delen av landet, 260 km öster om huvudstaden Yaoundé. Bertoua Airport ligger 654 meter över havet.
Terrängen runt Bertoua Airport är platt. Trakten runt Bertoua Airport är mycket glesbefolkad, med 7 invånare per kvadratkilometer. Närmaste större samhälle är Bertoua, 5,6 km nordväst om Bertoua Airport. Trakten runt Bertoua Airport är huvudsakligen savannskog.